# 荃灣政府合署

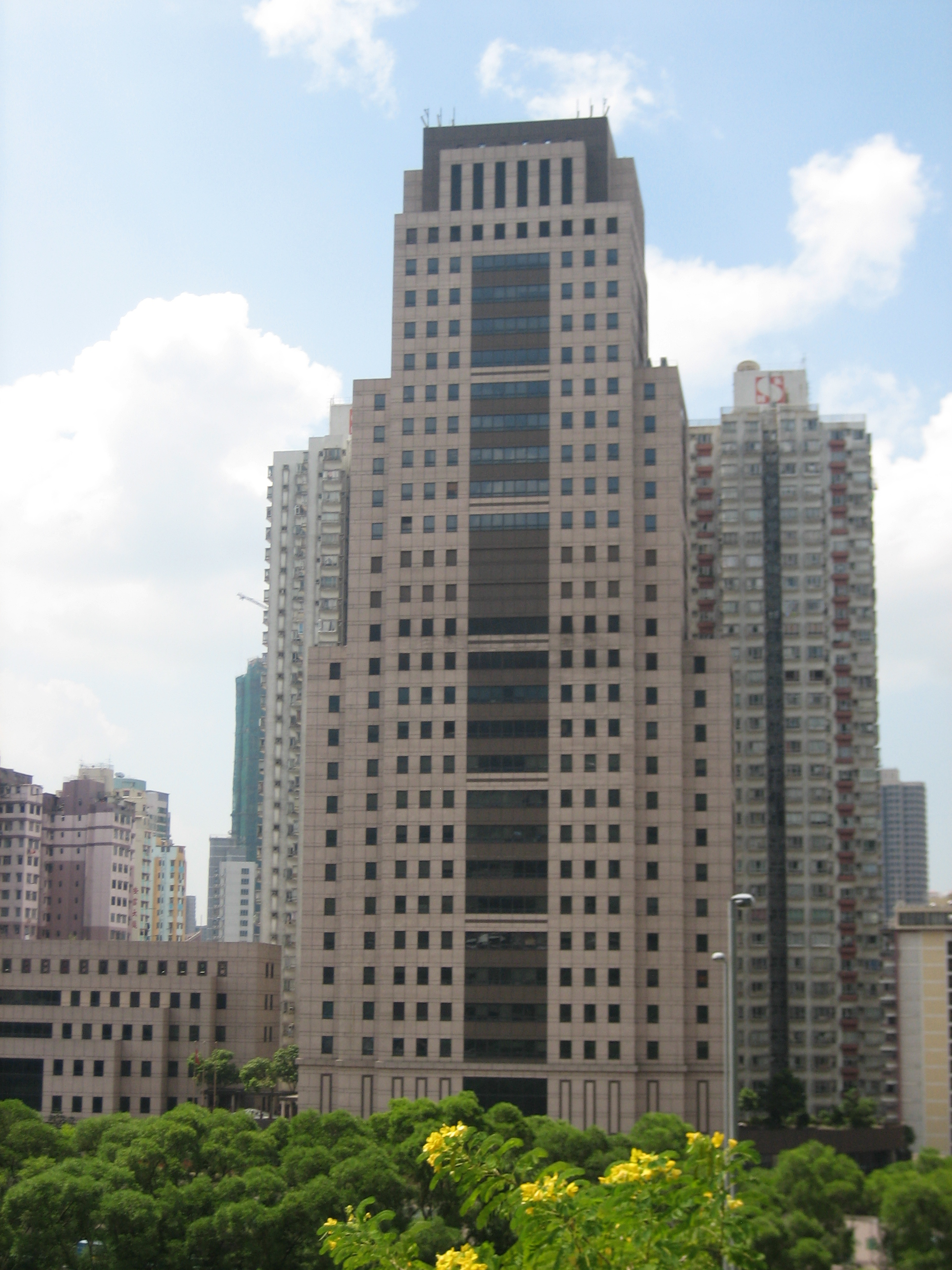
荃灣政府合署

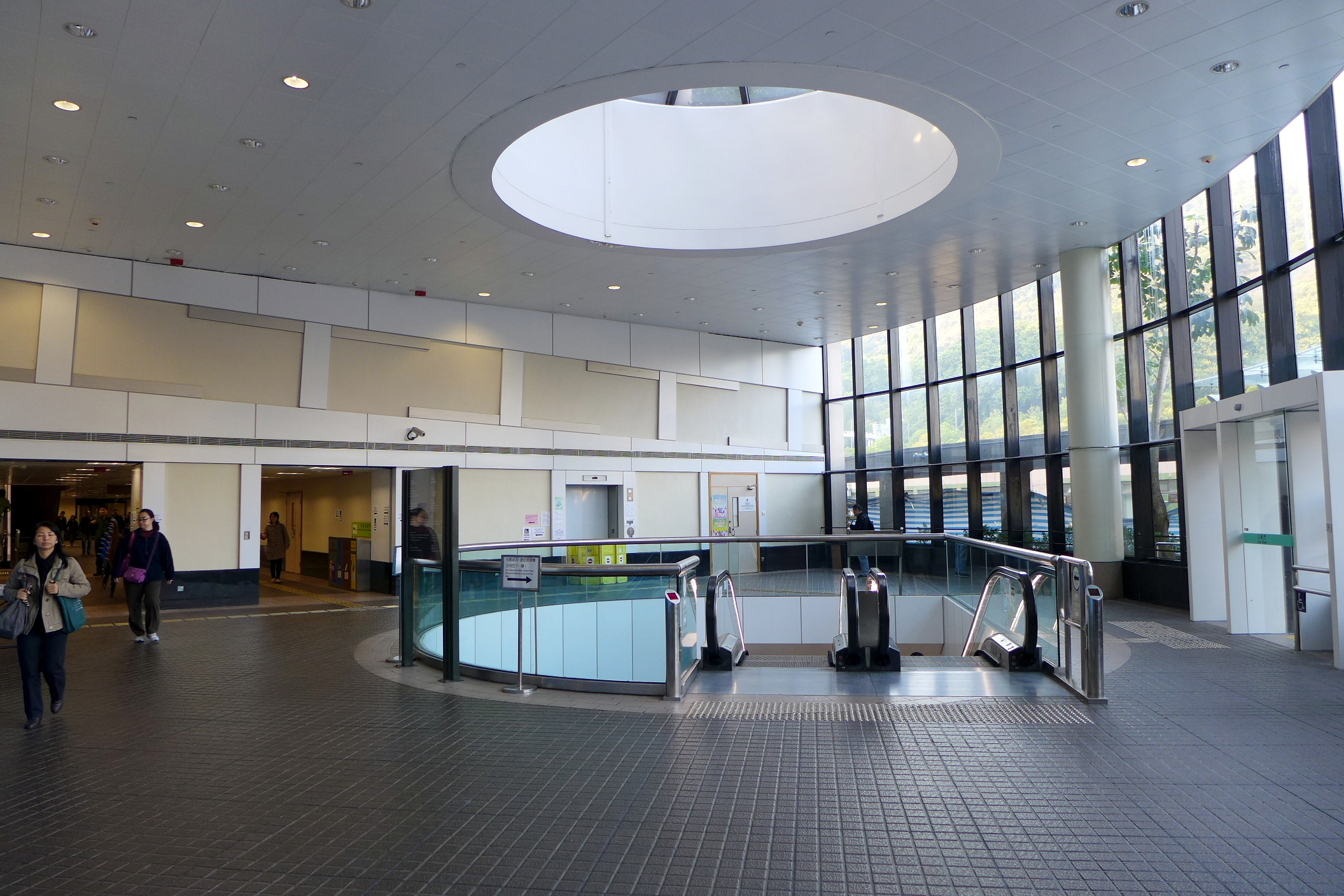
荃灣政府合署大堂

荃灣政府合署（英語：Tsuen Wan Government Offices）是香港一座政府合署，位處於香港新界荃灣西樓角路38號，鄰近荃灣站，由荃灣公共圖書館及樓高27層的辦公大樓兩個部份組成，原址為木棉下村。大樓在1993年落成。
辦公大樓設有民安隊、教育局、勞工處、地政總署、香港郵政、社會福利署、規劃署、環境保護署等政府部門的辦事處。
此外，康樂及文化事務署音樂事務處的荃灣區音樂中心、衞生署的荃灣政府合署牙科診所及荃灣健康教育中心、勞工處的展能就業科，以及香港郵政屬下郵政署的新界區運作科總部—總辦事處及荃灣辦事處均在此大樓內。
政府合署入口連接荃灣行人天橋網絡。

## 鄰近
- 南豐中心

## 外部參考
- 荃灣政府合署

22°22′29″N 114°06′54″E / 22.374619°N 114.115095°E